# Primi ministri della Cina
Questa voce è una lista dei primi ministri della Cina dal 1911 a oggi.
Le categorie sono suddivise in base al nome della carica (che mutò più volte). Per i primi ministri della "Repubblica di Cina", meglio nota come Taiwan, vedi la voce primi ministri di Taiwan.
È bene notare che la carica di primo ministro cinese era in funzione già dal 1130 a.C., mentre fu abolita dall'imperatore Hongwu nel 1380. La dinastia Qing introdusse un Centro di Comando Generale, i cui membri rivestivano collettivamente i poteri di un moderno primo ministro. La carica venne poi ricostituita nel 1911 a capo del gabinetto imperiale.
Attualmente, come in passato, il primo ministro è nominato dal presidente. Nella storia cinese, in alcune occasioni, il primo ministro riuscì a guadagnare un potere ancora maggiore del presidente.

## Primi ministri del governo imperiale (1911-1912)
Nel maggio 1911, la dinastia Qing costituì il Gabinetto politico della famiglia imperiale, con il compito di intraprendere delle riforme che modernizzassero il paese. La rivolta di Wuchang mise in seria difficoltà il governo e costrinse i regnanti a chiamare al governo il già provato comandante militare Yuan Shikai. Il governo collassò poco dopo, all'avanzare della Repubblica di Cina.
- Yikuang, principe Qing (8 maggio - 1º novembre 1911)
- Yuan Shikai (2 novembre 1911 - 10 marzo 1912)

## Primi ministri della Repubblica di Cina (1912-1914)
In accordo alla Costituzione provvisoria della Repubblica di Cina del 1912, il primo ministro era nominato dal presidente sulla base della coalizione o del partito di maggioranza e aveva scarsi poteri di tipo esecutivo.
- Tang Shaoyi (13 marzo - 27 giugno 1912)
- Lu Zhengxiang (29 giugno - 25 settembre 1912)
- Zhao Bingjun (25 settembre 1912 - 1º maggio 1913)
- Duan Qirui (1º maggio - 31 luglio 1913) (facente funzioni)
- Xiong Xiling (31 luglio 1913 - 12 febbraio 1914)
- Sun Baoqi 13 febbraio - 1º maggio 1914) (facente funzioni)

## Segretari di Stato della Repubblica di Cina (1914-1916)
- Xu Shichang (1º maggio 1914 - 22 dicembre 1915)
- Lu Zhengxiang (22 dicembre 1915 - 22 marzo 1916) (facente funzioni) (governo imperiale di Yuan Shikai)
- Xu Shichang (22 marzo - 23 aprile 1916)
- Duan Qirui (23 aprile - 29 giugno 1916)

## Premier del Consiglio di Stato della Repubblica di Cina (1916-1917)
- Duan Qirui (29 giugno 1916 - 23 maggio 1917)
- Wu Tingfang 23 maggio - 28 maggio 1917) (facente funzioni)
- Li Jingxi (28 maggio - 1º luglio 1917)

## Primo ministro del governo imperiale restaurato (1917)
Il 1º luglio 1917, il generale Zhang Xun mise in atto un colpo di Stato e restaurò la monarchia, riportando al potere Pu Yi, che lo nominò immediatamente primo ministro. Zhang fu poi silurato da altri ufficiali.
- Zhang Xun (1º luglio - 12 luglio 1917)

## Primi ministri del Consiglio di Stato della Repubblica di Cina (1917-1928)
- Duan Qirui (14 luglio - 22 novembre 1917)
- Wang Daxie (22 novembre - 30 novembre 1917) (facente funzioni)
- Wang Shizhen (30 novembre 1917 - 20 febbraio 1918) (facente funzioni)
- Qian Nengxun (20 febbraio - 23 marzo 1918) (facente funzioni)
- Duan Qirui (23 marzo - 10 ottobre 1918)
- Qian Nengxun (10 ottobre 1918 - 13 giugno 1919) (facente funzioni)
- Gong Xinzhan (13 giugno - 24 settembre 1919) (facente funzioni)
- Jin Yunpeng (24 settembre 1919 - 14 maggio 1920)
- Sa Zhenbing (14 maggio - 9 agosto 1920)
- Jin Yunpeng (9 agosto 1920 - 18 dicembre 1921)
- Yan Huiqing (18 dicembre - 24 dicembre 1921) (facente funzioni)
- Liang Shiyi (24 dicembre 1921 - 25 gennaio 1922)
- Yan Huiqing (25 gennaio - 8 aprile 1922) (facente funzioni)
- Zhou Ziqi (8 aprile - 11 giugno 1922) (facente funzioni)
- Yan Huiqing (11 giugno - 5 agosto 1922) (facente funzioni)
- Wang Chonghui (5 agosto - 29 novembre 1922) (facente funzioni)
- Wang Daxie (29 novembre - 11 dicembre 1922) (facente funzioni)
- Wang Zhengting (11 dicembre 1922 - 4 gennaio 1923) (facente funzioni)
- Zhang Shaozeng (4 gennaio - 9 settembre 1923)
- Gao Lingwe (9 settembre 1923 - 12 gennaio 1924)
- Sun Baoqi (12 gennaio - 2 luglio 1924)
- Wellington Koo (2 luglio - 14 settembre 1924) (facente funzioni)
- Yan Huiqing (14 settembre - 31 ottobre 1924)
- Huang Fu (2 novembre - 24 novembre 1924)
  - carica vacante[1]
- Xu Shiying (26 dicembre 1925 - 4 marzo 1926)
- Jia Deyao (4 marzo - 20 aprile 1926) (facente funzioni)
- Hu Weide (30 aprile - 13 maggio 1926) (facente funzioni)
- Yan Huiqing (13 maggio - 22 giugno 1926)
- Du Xigui (22 giugno - 1º ottobre 1926) (facente funzioni)
- Wellington Koo (1º ottobre 1926 - 18 giugno 1927) (facente funzioni)
- Pan Fu (18 giugno 1927 - 2 giugno 1928)

## Presidenti dello Yuan Esecutivo della Repubblica di Cina a Nanchino (1928-1949)
Quando Chiang Kai-shek spostò il governo a Nanchino, sostituì la carica di presidente dello Yuan Esecutivo a quella di primo ministro, per differenziarsi dai precedenti governi di Pechino, verso cui il Kuomintang aveva una posizione assai critica.
- Tan Yankai (10 ottobre 1928 - 22 settembre 1930)
- Tse-ven Soong (22 settembre - 4 dicembre 1930)
- Chiang Kai-shek (4 dicembre 1930 - 15 dicembre 1931)
- Chen Mingshu (15 dicembre - 28 dicembre 1931)
- Sun Fo (28 dicembre 1931 - 28 gennaio 1932)
- Wang Jingwei (28 gennaio 1932 - 7 dicembre 1935)
- Chiang Kai-shek (7 dicembre 1935 - 1º gennaio 1938)
- K'ung Hsiang-hsi (1º gennaio 1938 - 20 novembre 1939)
- Chiang Kai-shek (20 novembre 1939 - 31 maggio 1945)
- Tse-ven Soong (31 maggio 1945 - 1º marzo 1947)
- Chiang Kai-shek (1º marzo - 18 aprile 1947)
- Chang Chun (18 aprile 1947 - 24 maggio 1948)
- Wong Wen-hao (24 maggio - 26 novembre 1948)
- Sun Fo (26 novembre 1948 - 12 marzo 1949)
- He Yingqin (12 marzo - 3 giugno 1949)
- Yan Xishan (3 giugno 1949 - dicembre 1949)[2]

## Primi ministri del Consiglio di Stato della Repubblica Popolare Cinese (1949-oggi)
La carica di primo ministro del Consiglio di Stato fu creata già all'indomani della fondazione della Repubblica Popolare Cinese, il 1º ottobre 1949. Il primo ministro possiede potere esecutivo ed è nominato dal presidente.
| Nome        | Mandato           | Mandato           |
| Nome        | Dal               | Al                |
| ----------- | ----------------- | ----------------- |
| Zhou Enlai  | 1º ottobre 1949   | 8 gennaio 1976    |
| Hua Guofeng | 4 febbraio 1976   | 10 settembre 1980 |
| Zhao Ziyang | 10 settembre 1980 | 24 novembre 1987  |
| Li Peng     | 24 novembre 1987  | 17 marzo 1998     |
| Zhu Rongji  | 17 marzo 1998     | 15 marzo 2003     |
| Wen Jiabao  | 15 marzo 2003     | 15 marzo 2013     |
| Li Keqiang  | 15 marzo 2013     | 11 marzo 2023     |
| Li Qiang    | 11 marzo 2023     | in carica         |